# Johann Rudolf Kutschker
Johann Baptist Rudolph Kutschker (Wiese, 11 de abril de 1810 – Viena, 27 de janeiro de 1881) foi um cardeal austríaco da Igreja Católica.

## Biografia
Johann Rudolf Kutschker nasceu em Seifersdorf, na Silésia Austríaca (hoje Loučky em Zátor, República Tcheca). Estudou humanidades e filosofia na Universidade de Olomouc e, em seguida, na Universidade de Viena, onde obteve doutorado em teologia.
Ordenado sacerdote em 21 de abril de 1833 e incardinado na arquidiocese de Olomouc, tornou-se professor de teologia moral na universidade local por dezessete anos. Posteriormente, foi nomeado para diversos cargos superiores no período de 1857 a 1876 em Viena.
Kutschker foi eleito bispo titular de Carrhae e nomeado bispo auxiliar da arquidiocese de Viena em 7 de abril de 1862. Promovido à sede metropolitana de Viena em 15 de abril de 1876.
O Arcebispo Kutschker foi criado cardeal-presbítero no consistório de 22 de junho de 1877 pelo Papa Pio IX e recebeu o título de Santo Eusébio. Participou do conclave papal de 1878.
Ele morreu em Viena em 27 de janeiro de 1881 e foi enterrado na Catedral Metropolitana de Santo Estêvão, em Viena.